# Austrelatus herzogensis
Austrelatus herzogensis (лат.) — вид жуков-плавунцов рода Austrelatus из подсемейства Copelatinae (Dytiscidae). Новая Гвинея. Видовое название A. herzogensis дано по месту обнаружения типовой серии (Herzog Mts.).

## Распространение
Встречается в Папуа — Новой Гвинее на острове Новая Гвинея (типовая местность — провинция Моробе, Herzog Mts.). Вид имеет дизъюнктивный ареал: все экземпляры, кроме одного, происходят из Папуа — Новой Гвинеи: Маданг, Моробе и из провинции Восточный Сепик, и только один самец (его идентификация не вызывает сомнений) известен с острова Япен в Индонезии.

## Описание
Мелкие жуки-плавунцы, длина 5,65—6,7 мм. Представителей можно отличить от близких видов по следующей комбинации признаков:
надкрылья коричневато-чёрные с широкой желтовато-красной базальной полосой, желтовато-красные в верхней части. Срединная доля гениталий с отчетливо более короткой апикальной частью. Голова желтовато-красная до красновато-коричневой. Надкрылья с отчетливой, желтовато-красной базальной полосой и крупным желтым пятном на вершине, обычно слегка расширяющимся латерально. Антенны, другие головные придатки, а также передние и средние ноги желтовато-красные, задние ноги темнее, особенно дистально. Брюшная сторона коричневая. Надкрылья с (10—11)+0 бороздками (бороздка 1 обычно сильно редуцирована, бороздки 2 и 3 иногда редуцированы базально).